# Oberndorf an der Melk
Oberndorf an der Melk osztrák mezőváros Alsó-Ausztria Scheibbsi járásában. 2022 januárjában 3000 lakosa volt. 

## Elhelyezkedése

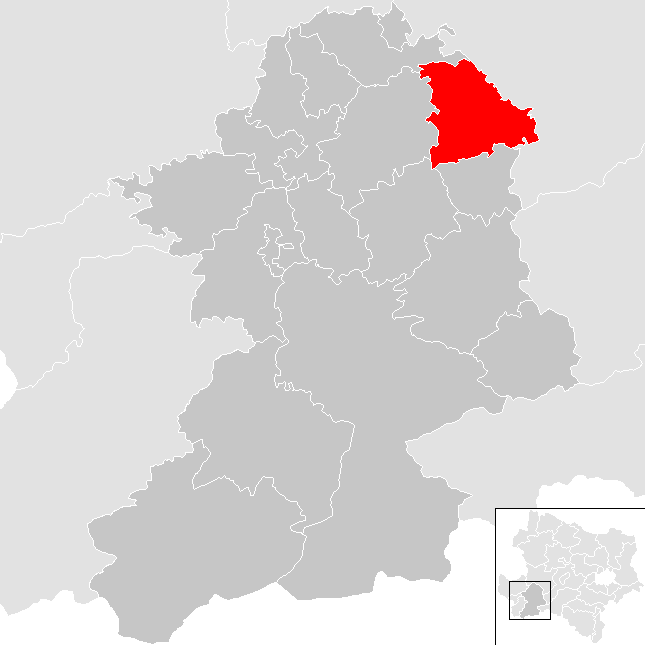
Oberndorf an der Melk a Scheibbsi járásban

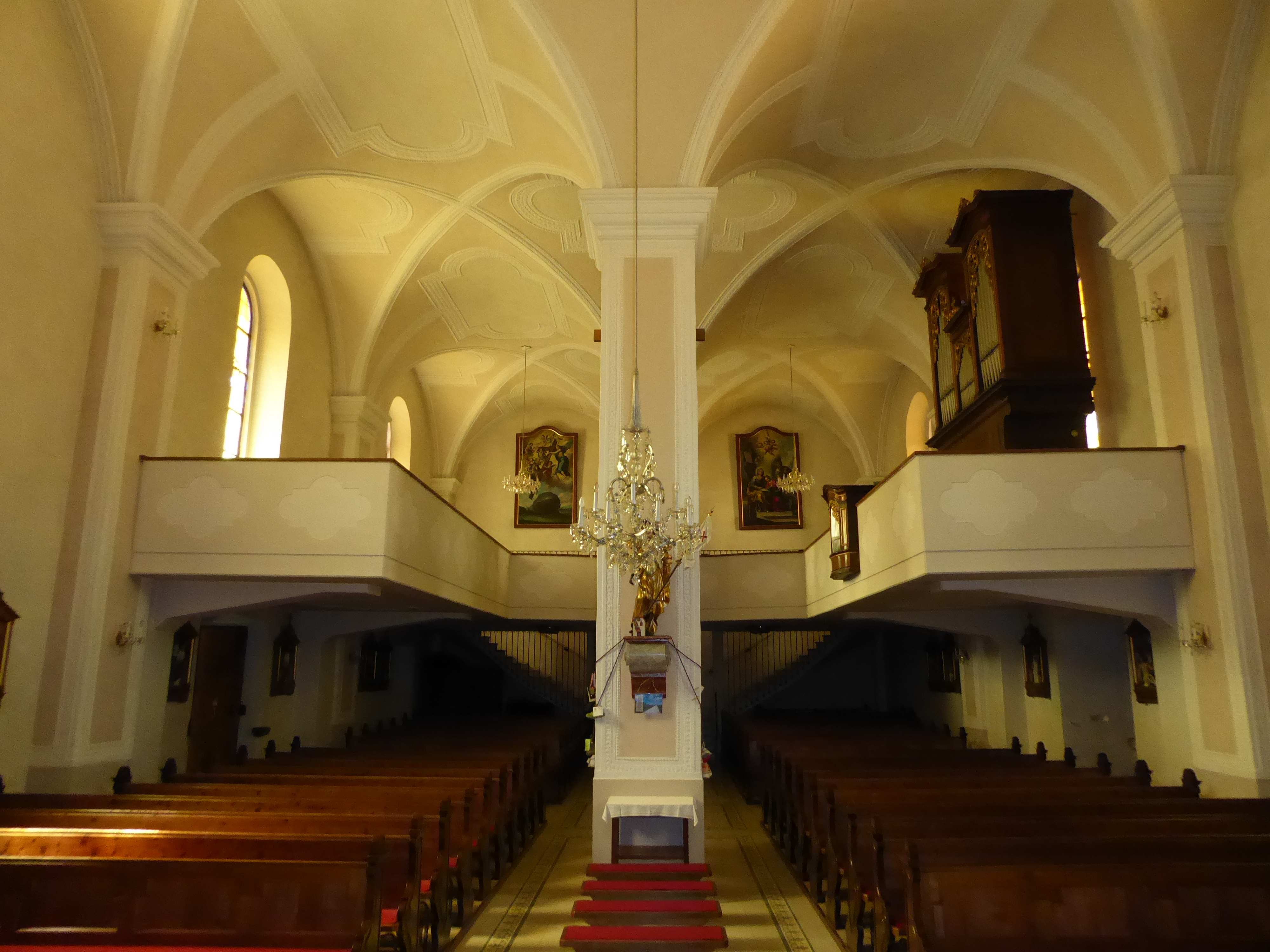
A templom belső tere

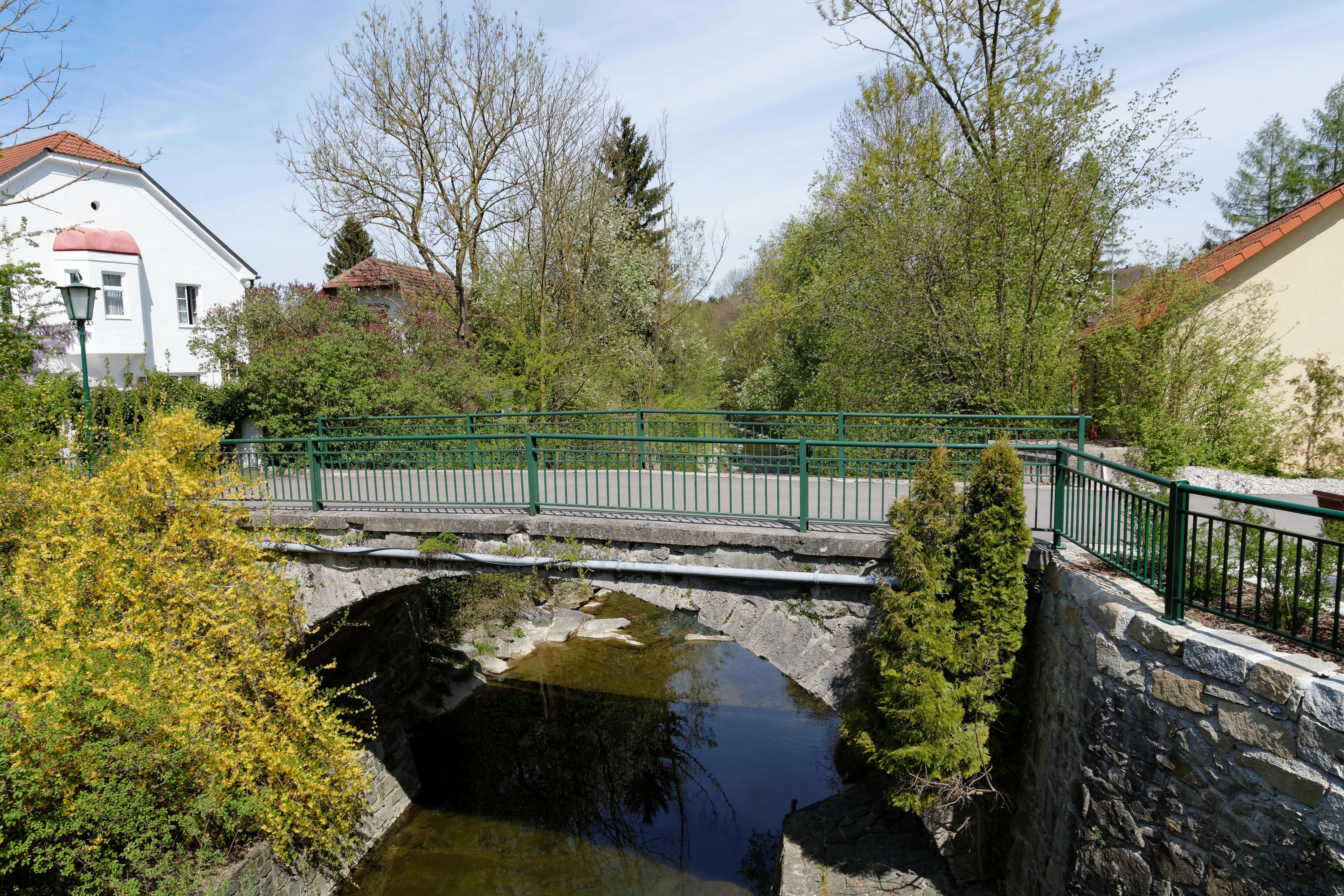
Az 1842-ben épített Melk-híd

Oberndorf an der Melk a tartomány Mostviertel régiójában fekszik, a Melk folyó mentén, a Türnitzi-Alpokban. Területének 15,5%-a erdő, 77,5% áll mezőgazdasági művelés alatt. Az önkormányzat 2020-ig 50 települést és településrészt tartalmazott, de ezeket mára egyetlen településben egyesítették. A katasztrális községek: Gries, Hub, Lehen bei Oberndorf, Oberndorf an der Melk, Schachau és Waasen. 
A környező önkormányzatok: délre Sankt Georgen an der Leys, délnyugatra Scheibbs, nyugatra Purgstall an der Erlauf, északnyugatra Wieselburg-Land, északra Sankt Leonhard am Forst, északkeletre Kirnberg an der Mank, délnyugatra Texingtal.

## Története
Oberndorfot 1167/8-ban említik először egy bizonyos Meinhard von Oberndorf nevében. 1200-ban plébánosát Ulrichnak hívták (Pleban Volricus). Ugyanebben az időben a Schönleiten nemzetség várat építtetett Oberndorfban, amelynek mára csak az alapjai maradtak. A 13. század közepétől a Plain-Hardegg grófok birtoka, majd 1332-ben a gamingi kartauzi apátság vásárolta meg. Késő gótikus templomát a 17. század közepén barokk stílusban átépítették. Az apátságot II. József 1782-ben bezáratta, Oberndorf pedig önálló egyházközséggé vált. 
A mezővárosi önkormányzat az 1848-as forradalmat követően 1850-ben alakult meg. 1966-ban az addig önálló Griesdorf bei Oberndorf, 1971-ben Hub, Lehen bei Oberndorf, Schachau és Waasen községek csatlakoztak Oberndorf önkormányzatához.

## Lakosság
Az Oberndorf an der Melk-i önkormányzat területén 2021 januárjában 3000 fő élt. A lakosságszám 1961 óta enyhén gyarapodó tendenciát mutat. 2020-ban az ittlakók 98,3%-a volt osztrák állampolgár; a külföldiek közül 0,3% a régi (2004 előtti), 1% az új EU-tagállamokból érkezett. 2001-ben a lakosok 98,4%-a római katolikusnak, 0,5% pedig felekezeten kívülinek vallotta magát. Ugyanekkor a legnagyobb nemzetiségi csoportot a németek (99,1%) mellett a horvátok alkották 4 fővel (0,1%).  
A népesség változása:

| 2016 | 2 939 |
| 2018 | 2 957 |

## Látnivalók
- a Szt. Egyed-plébániatemplom

## Fordítás
- Ez a szócikk részben vagy egészben  az   Oberndorf an der Melk című német Wikipédia-szócikk ezen változatának fordításán alapul.  Az eredeti cikk szerkesztőit annak laptörténete sorolja fel. Ez a jelzés csupán a megfogalmazás eredetét és a szerzői jogokat jelzi, nem szolgál a cikkben szereplő információk forrásmegjelöléseként.